# Hamlet (crater)
46°06′S 44°24′E / 46.1°S 44.4°E

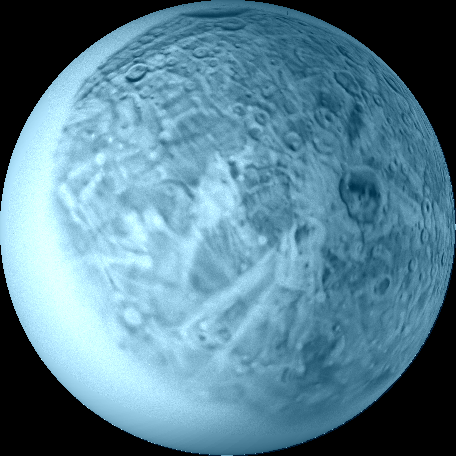
O hartă a lui Oberon. Craterul mare cu podeaua întunecată (dreapta de la centru) este Hamlet.

Hamlet este cel mai mare crater de pe partea cunoscută a suprafeței satelitului Oberon a lui Uranus. Are un diametru de aproximativ 206 km și poartă numele personajului din titlu al piesei Hamlet, de William Shakespeare. Craterul are o podea întunecată și este înconjurat de un sistem de raze strălucitoare, care sunt resturi de gheață depuse în timpul evenimentului de impact. Natura materialului întunecat de pe podea este necunoscută, dar este posibil să fi erupt din adânc prin criovulcanism. Craterul a fost fotografiat pentru prima dată de sonda spațială Voyager 2 în ianuarie 1986. 